# John Conway (Physiker)
John Stephen Conway (* um 1959) ist ein US-amerikanischer experimenteller Teilchenphysiker. Er ist Professor an der University of California, Davis (UCD).
Conway studierte Physik an der Northwestern University mit dem Bachelor-Abschluss 1981 und wurde 1987 an der University of Chicago promoviert. Danach war er an der University of Wisconsin–Madison, war ab 1993 Assistant Professor und ab 1999 Associate Professor an der Rutgers University und wurde 2004 Associate Professor sowie 2006 Professor an der UCD. Er leitet die Collider-Gruppe an der UCD.
Er war 1987 bis 1992 an der Aleph-Kollaboration und 1994 bis 2000 an der RD42-Kollaboration am CERN beteiligt und ab 1993 am CDF-Experiment des Fermilab (2001 bis 2003 als Sprecher) und ab 1997 am CMS Experiment des Large Hadron Collider des CERN. Schwerpunkt seiner Forschung ist Suche nach dem Higgs-Teilchen, schweren Quarks und Physik jenseits des Standardmodells.
Conway ist Fellow der American Physical Society (2008).